# Табасаран, Октай
Октай Табасаран — генеральный секретарь Всемирного водного конгресса (Турция, Стамбул), советник министра экологии Германии, консультант бывшего президента Турции Сулеймана Демиреля. Профессор, руководитель кафедры экономики безотходных технологий Центра экологического образования и подготовки экотехнологов в Европе. Эксперт Всемирной организации здравоохранения, не раз выезжал в зоны экологических катастроф.
Родился в г. Невшехир (Турция) в семье выходцев из Табасарана.

## Деятельность
Специализируясь на экологических технологиях, профессор Октай сосредоточился на преобразовании энергии от переработки сточных вод. В 1966 году был назначен на должность руководителя по преобразованию отходов и воздушных отходов, экономического отдела в университете Штутгарта, а в 1972 году он стал председателем отдела отходов в питьевой воде, сточных вод и твердых отходов Института в Германии.
Октай Табасаран стал деканом экологического факультета. Профессор Октай организовал английскую магистерскую программу по теме сохранения экологии.